# Amfimakr
Amfimakr, amfimacer (gr. amphímakros, z obu stron długi), kretyk (gr. κρητικός, wers kreteński) – w wersyfikacji iloczasowej stopa metryczna złożona z trzech sylab: jednej krótkiej między dwiema długimi. 
W wierszach polskich jej odpowiednikiem jest sekwencja składająca się z jednej sylaby nieakcentowanej między dwiema  akcentowanymi. W polszczyźnie nie ma wyrazów będących naturalnymi amfimakrami; stopa ta występuje też rzadko w metryce polskiej, na przykład:
Nagle – gwizd!
Nagle – świst!
Para – buch!
Koła – w ruch! (Lokomotywa Juliana Tuwima).
Amfimakr występuje regularnie jako stopa zastępcza na pierwszej pozycji w anapestach: ssSssSssSssSs > SsSssSssSssSs.